# Mia Bergström
Mia Maria Helena Bergström, född 5 januari 1972 i Stockholm, är en svensk simhoppare. Hon har tävlat för Bofors Simhoppsklubb i Karlskoga. 
Hon tränades av Clas Dahlgren.

## Meriter
- SM
  - Simhopp, 1 meter
    - 1989 i Örebro - 1:a
    - 1989 i Borås - 3:a
    - 1990 i Göteborg - 1:a[4]
    - 1991 (sommar) i Göteborg - 3:a

  - Simhopp, 3 meter
    - 1990 i Göteborg - 1:a